# Tomba del Milite Ignoto (Londra)
La tomba britannica del Milite Ignoto (spesso nota come "The Tomb of The Unknown Warrior"), custodisce un membro non identificato delle forze armate britanniche ucciso su un campo di battaglia europeo durante la prima guerra mondiale, in rappresentanza di tutti i soldati al servizio del Regno Unito, deceduti nel corso di tale conflitto. La sua sepoltura avvenne l'11 novembre 1920, nell'Abbazia di Westminster, a Londra; contemporaneamente alla simile sepoltura di un milite ignoto francese all'Arco di Trionfo a Parigi, rendendo entrambe le tombe le prime a onorare i morti sconosciuti della prima guerra mondiale. È il primo esempio di tomba del Milite Ignoto.

## Storia del Milite Ignoto

### Origine
L'idea di una tomba del guerriero sconosciuto fu concepita per la prima volta nel 1916 dal reverendo David Railton, il quale, mentre prestava servizio come cappellano dell'esercito sul fronte occidentale, aveva visto una tomba contrassegnata da una croce grezza, che recava la leggenda scritta a matita An Unknown British Soldier ("Un soldato britannico sconosciuto"). Nel 1920 scrisse al decano di Westminster, Herbert Ryle, proponendo che un soldato britannico non identificato proveniente dai campi di battaglia in Francia fosse sepolto con la dovuta cerimonia nell'Abbazia di Westminster "Tra i Re" per rappresentare le molte centinaia di migliaia di morti dell'Impero. L'idea è stata fortemente sostenuta dal decano e dal primo ministro, David Lloyd George.